# Языки Бурунди
Официальными языками Бурунди являются рунди, французский и английский. Также используется суахили. В образовании для глухих американский жестовый язык, введённый глухим американским миссионером Эндрю Фостером.
Бурунди необычна среди африканских государств тем, что имеет один язык коренного населения, на котором говорит все население страны. По одной из оценок, 98 процентов жителей Бурунди говорят на кирунди. При бельгийском колониальном правлении (1919—1962 гг.) преподавался кирунди, в то время как при немецком правлении (1894—1916 гг.) поощрялся суахили. В последние годы правительство Бурунди пропагандирует использование языка кирунди как способ объединения различных этнических групп страны.
Страна считается частью Франкофонии. Как наследие бельгийского колониального правления, французский язык играет важную роль в правительстве, бизнесе и образованных слоях населения, но только от 3 до 10 процентов населения свободно говорят на этом языке. Бурундийский народный французский также часто включает заимствования из кирунди, лингала и других языков. Французским языком владеет значительное меньшинство, и на нем говорят в основном как на втором языке, как на французском пиджине, или иностранные жители страны. Английский язык был принят в рамках процесса региональной интеграции в Восточноафриканское сообщество после 2007 года, но он практически не представлен в стране.
Разговорные языки в Бурунди включают суахили, который широко распространен в районе Великих озёр. Он особенно часто используется в торговле и в связи с мусульманским меньшинством страны или иммиграцией из других регионов Восточной Африки.